# Yoon Jeong-hee
Yoon Jeong-hee (윤정희?, 尹靜姬?, Yun Jeong-huiLR, Yun Chǒng-hǔiMR), pseudonimo di Son Mi-ja (Pusan, 30 luglio 1944 – Parigi, 19 gennaio 2023), è stata un'attrice sudcoreana. È apparsa in circa 280 opere che le hanno valso oltre venti statuette come miglior attrice, diventando una delle donne di spicco del cinema sudcoreano degli anni Sessanta insieme a Moon Hee e Nam Jeong-im.

## Biografia
Nata a Pusan nel 1944, Yoon ottenne la sua prima parte come attrice mentre studiava alla Chosun University, raggiungendo la notorietà già con il suo film di debutto, Cheongchun geukjang (1967). Apparve in numerose pellicole nel corso del ventennio successivo, tra cui An-gae (1967), Geuri-um-eun gaseummada (1969), Dok jinneun neulg-eun-i (1969) e Munyeodo (1972). Manmubang del 1994 segnò il suo ultimo ruolo prima di una lunga pausa che durò fino al 2010, quando apparve in Poetry di Lee Chang-dong; nel frattempo fece parte della giuria del Montreal World Film Festival nel 1995, del Mumbai Film Festival nel 2010, e successivamente del Dinard Festival of British Cinema e dei Blue Dragon Film Award nel 2016. Per Poetry ricevette il riconoscimento di Miglior attrice a Blue Dragon Award, Grand Bell Award e Los Angeles Film Critics Association Award, e nel 2011 il governo francese le attribuì l'Ordine delle arti e delle lettere.
Nel 2019 l'agenzia di stampa Yonhap riportò che Yoon soffriva della malattia di Alzheimer da una decina d'anni, e che le sue condizioni si erano aggravate al punto da renderle impossibile riconoscere i suoi familiari. Morì a Parigi, dove risiedeva dal 2010, il 19 gennaio 2023 intorno alle ore 17; aveva 79 anni. I funerali vennero celebrati il 30 gennaio alla presenza di amici e familiari, in una chiesa cattolica francese, nel cui cimitero furono seppelliti i resti cremati.

## Vita privata
Nel 1974, mentre studiava cinema a Parigi, Yoon incontrò il pianista Paik Kun-woo, con cui si sposò nel 1976: la coppia ebbe una figlia, la violinista Paik Jin-hee. Nel 2019, i suoi fratelli richiesero al tribunale di vedersi riconosciuta la tutela legale dell'attrice, sostenendo che suo marito e sua figlia la stessero trascurando nella sua malattia. La figlia di Yoon vinse il caso nel 2021, ma la sentenza venne impugnata.